# Preisdruck
Um Preisdruck (oder Preisrückgang, Preisverfall) handelt es sich in den Wirtschaftswissenschaften, wenn der Marktpreis tendenziell sinkt, weil ein Angebotsüberhang besteht oder weil eine hohe Wettbewerbsintensität vorhanden ist.

## Allgemeines
Preisdruck ist ein Indiz dafür, dass das Marktgleichgewicht durch Angebot und Nachfrage nicht funktioniert. Es leuchtet ein, dass von einem Angebotsüberhang ein Druck auf den Preis nach unten verursacht wird, was auf den Marktmechanismus zurückzuführen ist.

## Ursachen
Einem Preisdruck können zwei unterschiedliche Ursachen zugrunde liegen:
- Beim Angebotsüberhang ist das Güterangebot größer als die Güternachfrage, so dass dieses Ungleichgewicht zur Preissenkung auf den niedrigeren Gleichgewichtspreis führt. Auch eine Nachfragelücke kann Preisdruck erzeugen, wenn das Güterangebot kurzfristig nicht gesenkt werden kann.
- Gibt es auf einem Markt einen Preisführer und dieser senkt einen Preis, so müssen sich seine Konkurrenten bei hoher Wettbewerbsintensität an diesen Preis anpassen, damit sie keine Marktanteile verlieren.

In den Fällen des Angebotsüberhangs und der Nachfragelücke ist die Verhandlungsmacht der Güternachfrager so groß, dass ein Käufermarkt entsteht, der mit Preisdruck verbunden ist. Bei Preisführerschaft eines Wettbewerbers können die anderen Anbieter als Preisanpasser reagieren.

## Wirtschaftliche Aspekte
Wirtschaftszweige, wo das Güterangebot kurzfristig nicht durch die Unternehmer gesteuert werden kann, sind besonders von Preisdruck bedroht. So wird in der Landwirtschaft das Güterangebot an Agrarprodukten insbesondere durch Witterungseinflüsse bestimmt. Sind diese hervorragend, fallen Ernten üppig aus, was bei gegebener Güternachfrage zu einer Reduzierung der Agrarpreise führt. Die Nachfrage nach Nahrungsmitteln ist weitgehend preisunelastisch, so dass bei positiven Fortschrittsraten der Preisdruck zunimmt. Dann sinken die Agrarpreise. Sollen jedoch die Faktoreinkommen in der Landwirtschaft genau so stark steigen wie in anderen Wirtschaftszweigen, müssen der Faktoreinsatz auf dem Agrarmarkt verringert und Überkapazitäten abgebaut werden.
Insbesondere auf Märkten mit Produkten/Dienstleistungen mit reifem Produktlebenszyklus nimmt die Wettbewerbsintensität zu und führt zu oligopolistischen oder polypolistischen Wettbewerbsstrukturen, durch die der Preisdruck spürbar zunimmt. Das Nash-Gleichgewicht liefert die formale Erklärung für den durch Wettbewerb ausgelösten Preisdruck in Oligopolen. Befindet sich unter den Güteranbietern ein Preisführer, der aufgrund seiner günstigen Kostenstruktur Preissenkungen vornehmen kann, so kommt es zu einem Preiskampf bis auf das Niveau der Herstellungskosten (Bertrand-Wettbewerb) oder zum Preiskrieg, wenn keiner der Wettbewerber ein Grenzanbieter ist. Der Preiskrieg ist ein Verdrängungswettbewerb mit dem Ziel, Konkurrenten aus dem Markt zu verdrängen; es findet eine Marktbereinigung statt.
Geraten Produkte oder Dienstleistungen unter Preisdruck, so ist in der Preispolitik die Kenntnis der Preisuntergrenze von entscheidender Bedeutung. Kurzfristig kann auf die Deckung der Fixkosten verzichtet werden (kurzfristige Preisuntergrenze), langfristig muss Kostendeckung der Gesamtkosten angestrebt werden (langfristige Preisuntergrenze). Unterschreiten die Preise diese Preisuntergrenzen, so sollte auf das hiervon betroffene Güterangebot verzichtet werden. Dies ist selbstverständlich nur bei Mehrproduktunternehmen möglich. Das unter Preisdruck geratene Güterangebot verringert – ceteris paribus – die Gewinne der betroffenen Unternehmen.

## Sonstiges
Preisdruck entsteht im Regelfall für bestimmte Güter/Dienstleistungen; gerät jedoch das gesamte Preisniveau unter Druck, spricht man von Deflation.